# معركة ستيلاي
معركة ستيلاي كانت معركة بحرية دارت رحاها في عام 880 بين الأسطول البيزنطي والأسطول الأغلبي قبالة شبه الجزيرة الإيطالية الجنوبية. كانت المعركة انتصارًا بيزنطيًا كبيرًا. موقعها محل نزاع، ومن ثم تُعرف أيضًا باسم معركة ميلاتسو الأولى أو معركة بونتا ستيلو في الأدب الحديث.

## الخلفية
في عام 879 أو 880، عيّن الإمبراطور باسيليوس الأول المقدوني نصر قائدًا للأسطول الإمبراطوري [الإنجليزية]. كانت المهمة الأولى لنصر هي مواجهة غارة أسطول مكون من 60 سفينة، أرسلتها إمارة الأغالبة في إفريقية (تونس) ضد السواحل الغربية لليونان. بعد هزيمة هذا الأسطول، أبحر نصر إلى إيطاليا لدعم عمليات الجيش المرسل لاستعادة جنوب إيطاليا، تحت قيادة القائدين بروكوبيوس وليو أبوستيبس [الإنجليزية].

## المعركة
خلال هذه العمليات، وفقًا للمؤرخ ابن عذاري في القرن الرابع عشر، واجه نصر حاكم صقلية الأغلبي الحسين بن رباح. ويذكر ابن عذاري أن أسطول نصر كان يضم 140 سفينة، وبعد معركة شرسة هزم الأغالبة واستولى على العديد من سفنهم. يذكر ابن الأثير أيضًا هذه المعركة، والتي تُعرف عمومًا بالمعركة التي أوردتها سجلات تاريخ الجزيرة الصقلية ومحاولة هجوم الأغالبة على رية قلورية المذكورة في سيرة القديس إيليا الأيونيوريس [الإنجليزية]. وفقًا لـ "فيتا"، هدد أسطول الأغالبة المكون من 45 سفينة بغزو قلورية، واستعد السكان المحليون للإخلاء إلى جبال أسبرومونتي. لكن القديس إيليا تنبأ بثقة بانتصار الأسطول الإمبراطوري. وقد هزم نصر الأغالبة بالفعل، فترك العديد منهم سفنهم على ساحل صقلية وفروا إلى معقلهم باليرمو؛ واستولى البيزنطيون على جميع سفن الأغالبة.

## الموقع
مكان المعركة غير واضح. يذكر سجل تاريخ الجزيرة السقلية موقع المعركة باسم ميلاس، مما أدى إلى تحديد موقعها مع ميلاتسو في شمال شرق صقلية. يضع ثيوفانيس كونتينواتوس [الإنجليزية] المعركة في "الجزيرة المسماة ستيلاي، مما أدى بدوره إلى فرضية أن المعركة وقعت في الرأس المعروف الآن باسم بونتا ستيلو [الإنجليزية]، على الساحل الجنوبي الشرقي لقلورية. من ناحية أخرى، أشارت فيرا فون فالكنهاوزن [الإنجليزية] المتخصصة في التاريخ البيزنطي إلى أن نهاية الطريق الروماني المؤدي من روما إلى ريجيون كانت مميزة بعمود (ستيلوس أو لوحة في اليونانية) يقع على جرف يطل على الساحل، وأن الموقع كان يُعرف باسم ستيليس في اليونانية. وفقًا لإيفالد كيسلينجر، فإن الموقع الأخير، في الطرف الغربي من "إصبع القدم" لشبه الجزيرة الإيطالية، وهذا يتوافق بشكل أفضل مع كل من الموقع في رواية ثيوفانيس كونتينواتوس وكذلك التقرير في تاريخ الجزيرة الصقلية، وأن اسم "ميلاس" ربما يرجع إلى الارتباك مع معركة أخرى وقعت بالقرب من ميلاتسو بعد ثماني سنوات.

## العواقب
أدى انتصار نصر في ستيلاي إلى تمكين البيزنطيين من إرسال سرب آخر إلى نابولي، حيث حققوا النصر على العرب. وفي الوقت نفسه، أصبح نصر حرًا في شن غارات على السواحل الشمالية لجزيرة صقلية، واعتراض العديد من التجار المسلمين الذين يعملون في البحر طرانة. وقد استولى في هذه الغارات القرصنية على الكثير من الغنائم من المسلمين، وخاصة زيت الزيتون، يبدو أن قرصنة سفن المسلمين كانت اقتصادًا مهمًّا، لدرجة أنه عندما أعيد إلى القسطنطينية، انخفضت أسعار الأسواق بشكل كبير. وكان لهذه العمليات أيضًا تأثير جانبي يتمثل في تفاقم الوضع الغذائي في إفريقية، حيث فشل الحصاد في ذلك العام بسبب نقص البضائع. كما ساعد نصر الجيش البري تحت قيادة بروكوبيوس وأبوستيبس في استعادة الجزء الذي يسيطر عليه اللومبارديون من كالابريا وراء نهر كراتي، قبل الإبحار إلى الوطن. وعلى الرغم من وفاة بروكوبيوس في المعركة بعد فترة وجيزة، تمكن أبوستيبس من استعادة طارنت، وبالتالي استعادة الاتصال البري بين المقاطعات البيزنطية في كالابريا وحول باري.
وتبعت هذه الانتصارات إرسال فيلق استكشافي بقيادة نقفور فوكاس الأكبر [الإنجليزية] في حوالي عام 885 م؛ نجح فوكاس في غزو العديد من المدن الإسلامية وتعزيز السيطرة البيزنطية في جنوب إيطاليا (كاتيبانات إيطاليا المستقبلية)، كما عوّض إلى حد ما الخسارة الفعلية لصقلية بعد سقوط سرقوسة في عام 878 م. كان الانتعاش قصيرًا، مع ذلك، أشارت الهزيمة البيزنطية في ميلاتسو عام 888 إلى الاختفاء الافتراضي للنشاط البحري البيزنطي الرئيس في البحار المحيطة بإيطاليا على مدار القرن التالي.